# Batting Cage

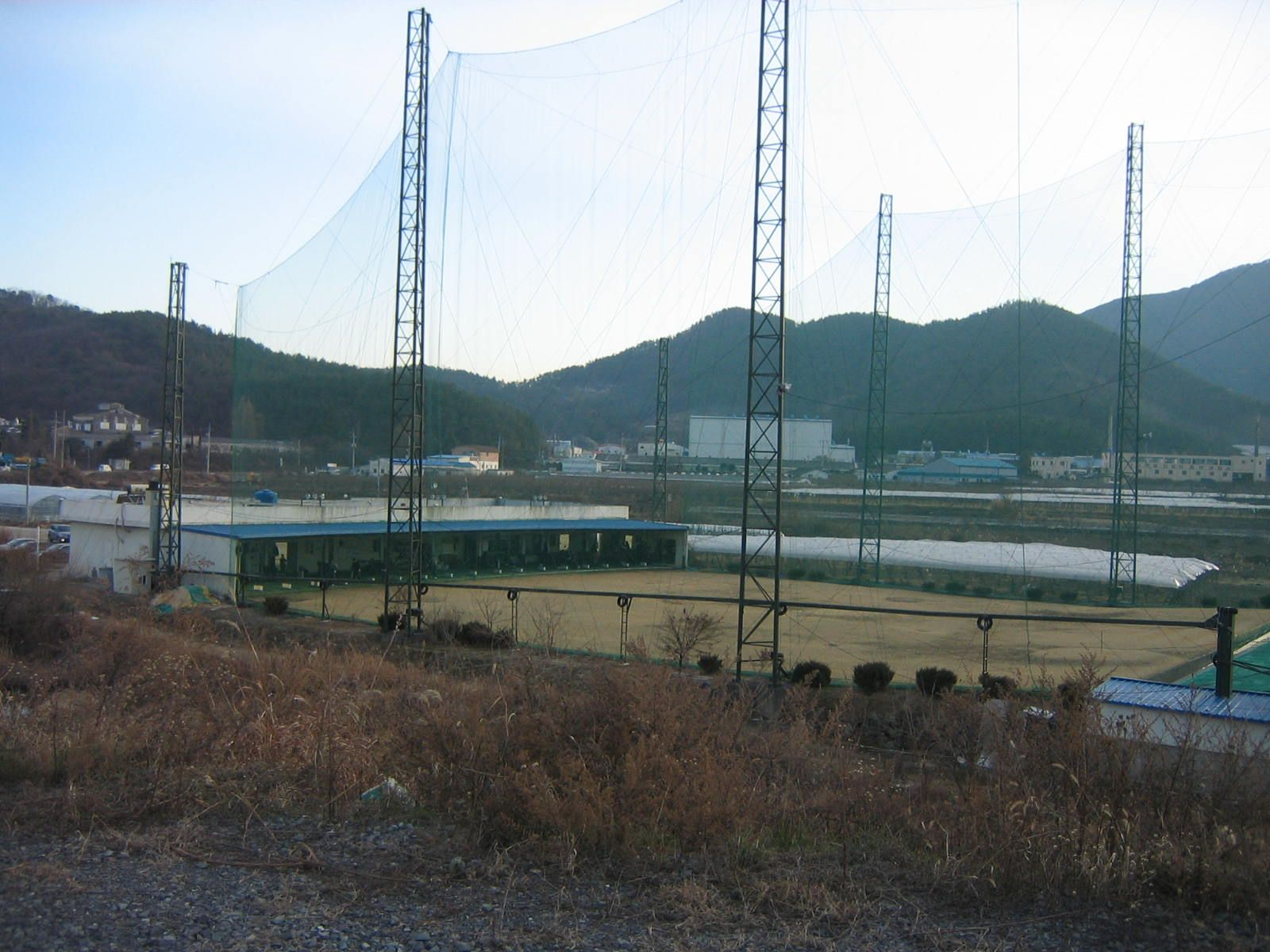
Batting Cage

Ein Batting Cage (englisch für ‚Schlagkäfig‘) ist im Baseball ein Trainingsgerät für einen Schlagmann.
Es ist ein geschlossener rechteckiger Käfig aus Netzen oder Maschendraht. Der Schlagmann steht auf einer Seite im Käfig, auf der anderen Seite eine Ballwurfmaschine (seltener auch ein echter Pitcher). Batting Cages sind auch in Hallen aufgebaut. Sie begrenzen die Flugweite der Bälle, so dass sie leicht wieder aufgesammelt werden können. Der Käfigboden kann geneigt sein, damit die Bälle automatisch zur Maschine zurückrollen.
In kommerziell betriebenen Batting Cages können Bälle in verschiedenen Geschwindigkeiten, im Bereich von 48 bis 145 km/h, geworfen werden.